# 288-й штурмовой авиационный полк
288-й штурмово́й авиацио́нный полк — авиационная воинская часть ВВС РККА штурмовой авиации в Великой Отечественной войне.

## Наименование полка
В различные годы своего существования полк имел наименования:
- 288-й штурмовой авиационный полк[1][2][3];
- 33-й гвардейский штурмовой авиационный полк[1][3];
- 33-й гвардейский штурмовой авиационный Воронежский полк[1][3];
- 33-й гвардейский штурмовой авиационный Воронежский Краснознамённый полк[1];
- 33-й гвардейский штурмовой авиационный Воронежский Краснознамённый ордена Суворова полк[1];
- 664-й гвардейский штурмовой авиационный Воронежский Краснознамённый ордена Суворова полк (20.02.1949 г.)[1];
- 664-й гвардейский истребительный авиационный Воронежский Краснознамённый ордена Суворова полк ПВО (08.1956 г.)[1].

## История и боевой путь полка

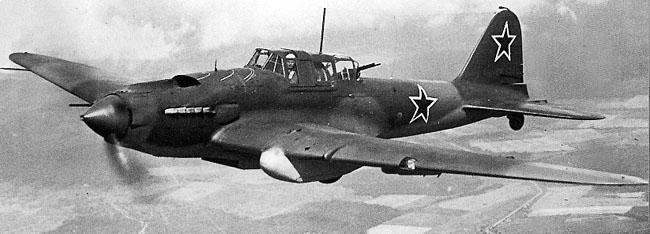
Штурмовик Ил-2 стоял на вооружении полка с мая 1942 года.

Сформирован как 288-й штурмовой авиационный полк в Воронеже до войны в составе 2-х эскадрилий. Летный состав переучился на Ил-2 во время войны, боевого опыта не имел. Технический состав самолёт не знал. До начала войны полк занимался вводом в строй с боевым применением летного состава.
В боевые действия полк вступил с 29 августа 1941 года в составе 57-й смешанной авиадивизии Северо-Западного фронта и наносил штурмовые удары в направлениях Сольцы, Старая Русса, Шимск, Новосокольники, Великие Луки. С сентября 1941 года до марта 1942 года действует в районе озеро Вельё — Демянск — Лычково — Пола — Старая Русса.
После расформирования дивизии в феврале 1942 года полк находился в прямом подчинении штаба ВВС Северо-Западного фронта. С апреля полк в распоряжении Ставки ВГК. С 14 июня 1942 года полк приказом Северо-Западному фронту № 00414 от 10.06.1942 года на основании приказа НКО № 00117 от 06.06.1942 года вошел в состав вновь формируемой 243-й штурмовой авиационной дивизии. После формирования вошла в состав 6-й воздушной армии Северо-Западного фронта.
Полк к моменту формирования дивизии имел в своем составе 20 самолётов Ил-2, 22 лётчика, место дислокации — Макарово. 1 ноября полк директивой Генерального штаба КА № 17/567 от 18.10.1942 г. переведен со штата 015/156 на штат 015/282.
За период боевой работы с 29 августа 1941 года по 19 августа 1942 года полк выполнил 821 боевой вылет, уничтожил 13 самолётов противника в воздушных боях и 167 на земле, до 1000 автомашин и до 230 танков и бронемашин, 148 повозок с грузом, 7 складов горючего, 111 орудий, 59 зенитных пулеметных точек, 170 лошадей и 8 переправ, 17 минометов и до 7000 солдат и офицеров. Полк первым на Северо-Западном фронте подготовил и выполнил ночные налеты штурмовиков на аэродромы противника.
288-й штурмовой авиационный полк за образцовое выполнение заданий командования и проявленные при этом мужество и героизм Приказом НКО № 0374 от 22 ноября 1942 года переименован в 33-й гвардейский штурмовой авиационный полк.
В составе действующей армии полк находился с 29 августа 1941 года по 4 мая 1942 года и с 15 июня 1942 года по 22 ноября 1942 года.

## Командиры полка
- майор Лозенко	Павел Семенович, 08.1941 -
- майор Васильев Степан Михайлович, 22.11.1942 г.

## В составе соединений и объединений
| Дата          | Фронт (округ)               | Армия                       | Дивизия                             | Примечания |
| ------------- | --------------------------- | --------------------------- | ----------------------------------- | ---------- |
| 01.06.1941 г. | Прибалтийский военный округ | ВВС округа                  |                                     |            |
| 22.06.1941 г. | Северо-Западный фронт       | ВВС Северо-Западного фронта |                                     |            |
| 29.08.1941 г. | Северо-Западный фронт       | ВВС Северо-Западного фронта | 57-я смешанная авиационная дивизия  |            |
| 12.02.1942 г. | Северо-Западный фронт       | ВВС Северо-Западного фронта |                                     |            |
| 01.04.1942 г. | Резерв ставки ВГК           |                             |                                     |            |
| 14.06.1942 г. | Северо-Западный фронт       | 6-я воздушная армия         | 243-я штурмовая авиационная дивизия |            |
| 22.11.1942 г. | Северо-Западный фронт       | 6-я воздушная армия         | 243-я штурмовая авиационная дивизия |            |

## Отличившиеся воины
- Марютин Пётр Матвеевич, старший лейтенант, заместитель командира эскадрильи 288-го штурмового авиационного полка 243-й штурмовой авиационной дивизии 6-й воздушной армии Указом Президиума Верховного Совета СССР от 21 июля 1942 года удостоен звания Герой Советского Союза. Золотая звезда № 602.
- Носов Александр Андреевич, лейтенант, командир звена 288-го штурмового авиационного полка 243-й штурмовой авиационной дивизии 6-й воздушной армии Указом Президиума Верховного Совета СССР от 21 июля 1942 года удостоен звания Герой Советского Союза. Золотая звезда № 600.
- Романенко Василий Сергеевич, старший лейтенант, заместитель командира эскадрильи 288-го штурмового авиационного полка. Будучи командиром эскадрильи 502-го штурмового авиационного полка Северо-Западного фронта Указом Президиума Верховного Совета СССР от 21 июля 1942 года за образцовое выполнение боевых заданий командования на фронте борьбы с немецко-фашистскими захватчиками и проявленные при этом мужество и героизм удостоен звания Герой Советского Союза. Посмертно.